# Kaffeegesellschaft
Die Kaffeegesellschaft, auch als Familie am Kaffeetisch bezeichnet, ist eine 1770/1771 von dem französischen Modelleur Jean Jacques Desoches eigens für die Porzellanmanufaktur Fürstenberg entworfene Mehrpersonengruppe. Die Manufakturbezeichnung lautete seinerzeit: Ein kleiner Caffeetisch mit 8 Figuren als 4 große und 4 kleine bekleideten.

## Vorgeschichte
Desoches kam 1769 nach Fürstenberg, wo er bis 1774 blieb. Er war in dieser Zeit einer von drei französischen Modelleuren der Manufaktur. Desoches galt nicht nur als der beste und empfindsamste, sondern auch als der fleißigste unter Fürstenbergs Bossierern und war besonders dafür bekannt, dass er detailreiche Mehrpersonengruppen darstellte. In seiner fünfjährigen Tätigkeit in Fürstenberg schuf Desoches etwa 45 Einzelfiguren und Personengruppen, von denen die Kaffeegesellschaft die in der Herstellung komplizierteste war.

## Beschreibung

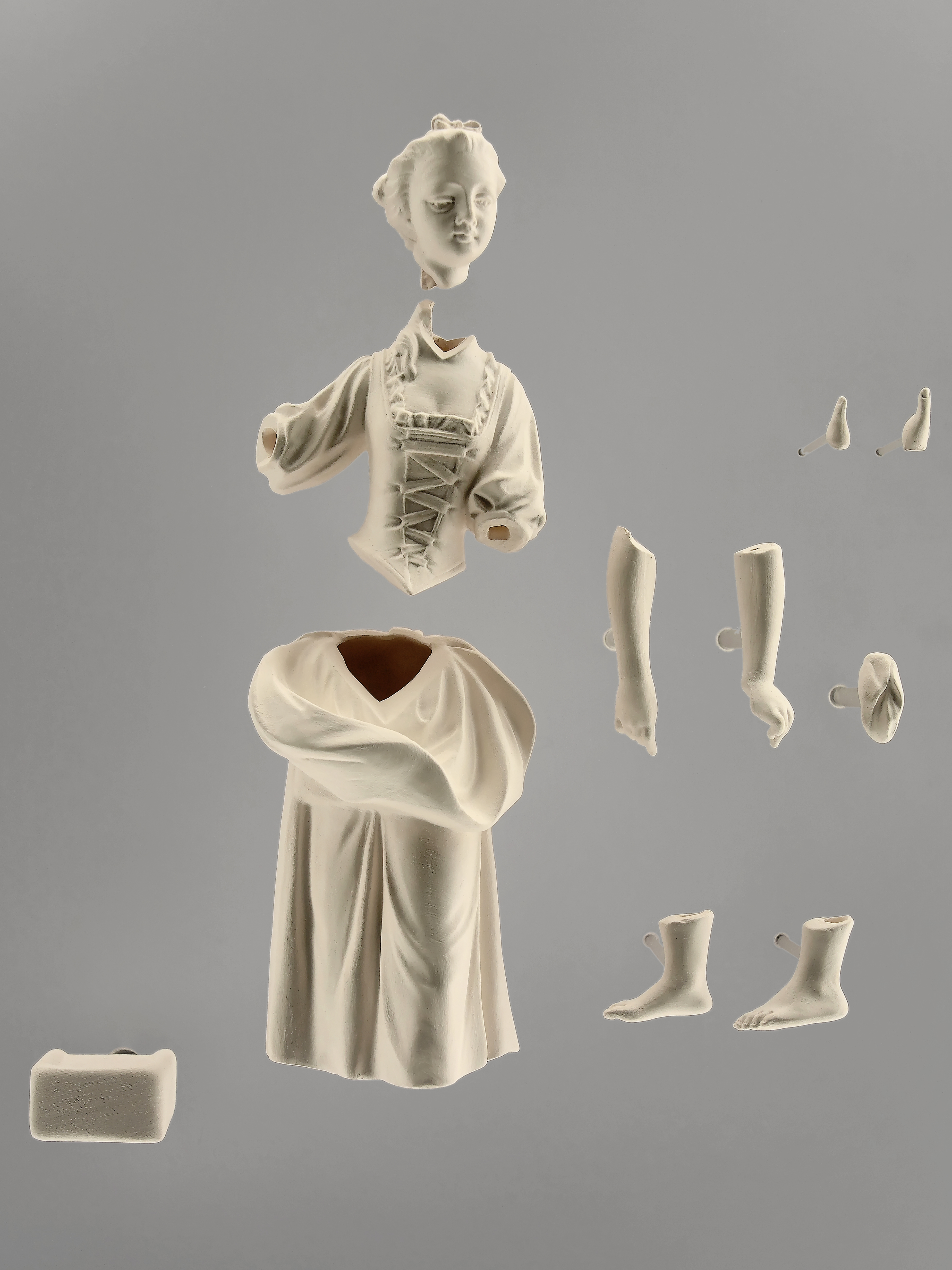
Die für die stehende Frau notwendigen Einzelteile

Vier Einzelschritte waren notwendig, um eine Kopie entstehen zu lassen: Zunächst musste das Original in seine einzelnen Bestandteile zerlegt werden, anschließend wurde von jedem Stück eine Abformung (die Negativform) vorgenommen, gefolgt von der Einrichtung der Arbeitsmodelle und schließlich der Herstellung der Arbeitsmodelle. Desoches’ ursprüngliche Kaffeegesellschaft bestand aus 108 Einzelteilen, die sich wiederum aus 68 Arbeitsmodellen zusammensetzten.
Die im Museum Schloss Fürstenberg ausgestellte Gruppe aus acht Personen befindet sich auf einer unregelmäßig oval geformten Standplatte mit Schachbrettmuster (abwechselnd Weiß und Hellbraun gemustert) und umlaufenden goldverzierten Rocaillen.

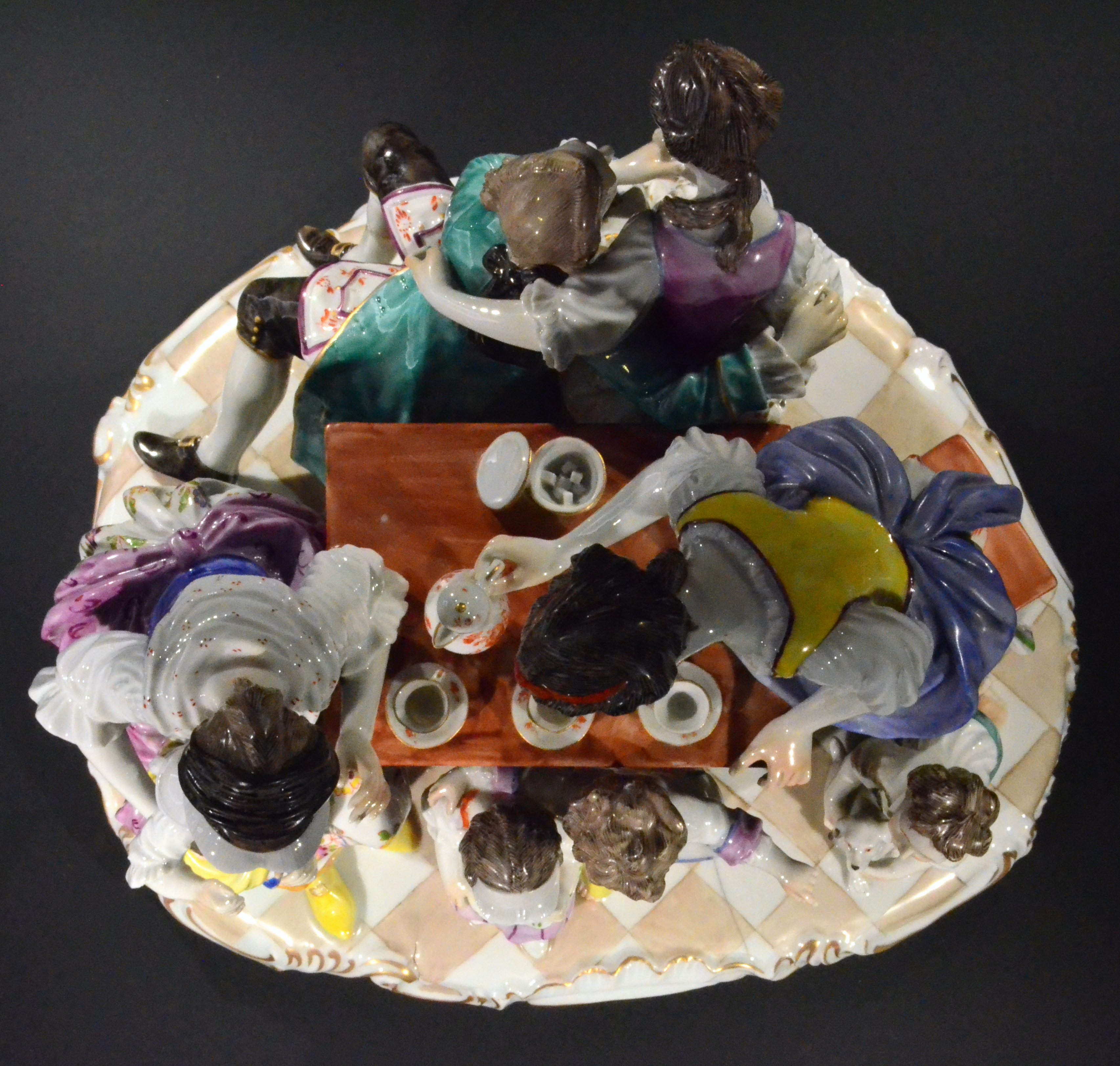
Draufsicht

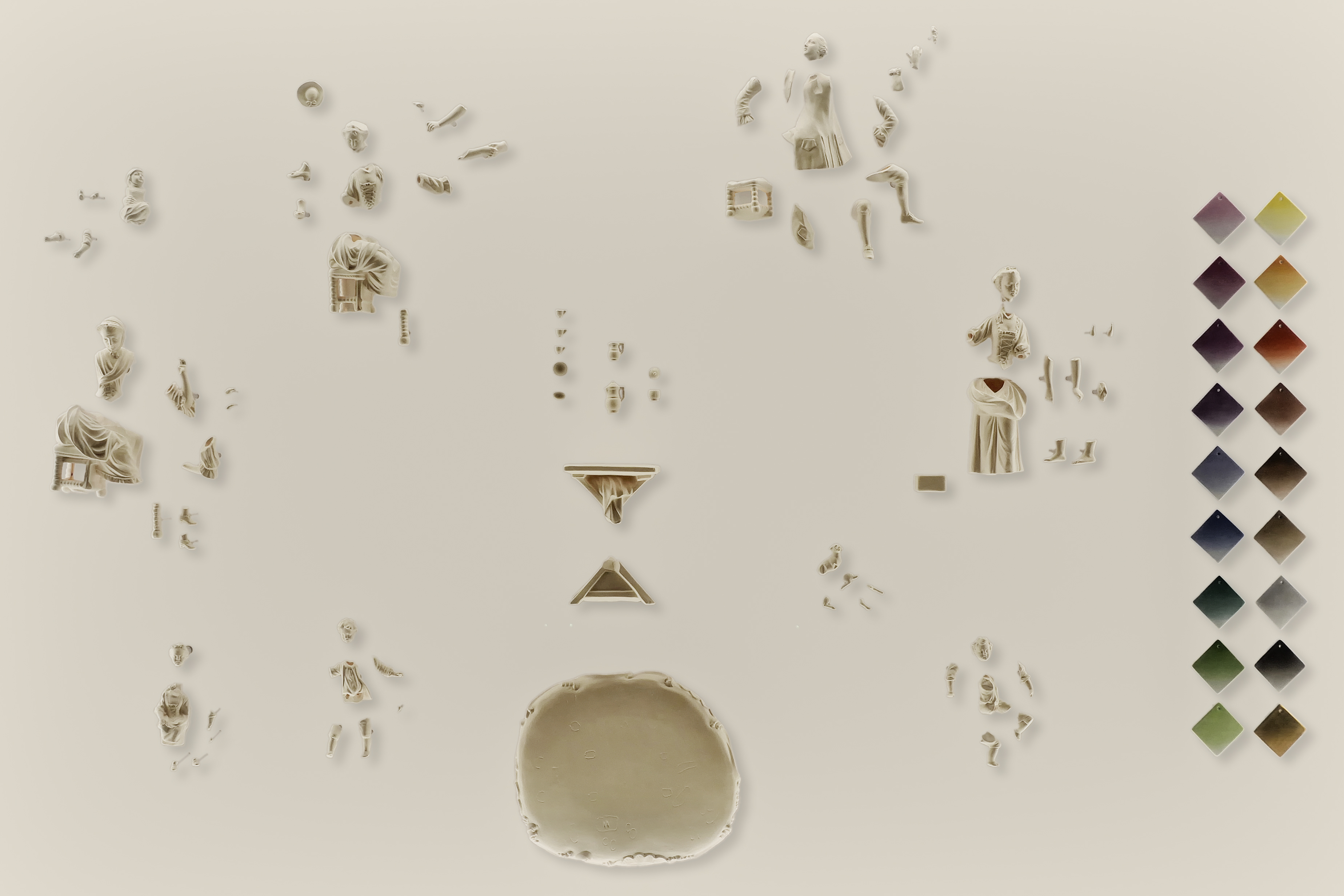
Die 84 Einzelteile der Kaffeegesellschaft sowie die verwendete Farbpalette.

Dargestellt sind vier Erwachsene, drei Frauen und ein Mann, sowie vier Kinder, zwei Mädchen und zwei Jungen, außerdem noch ein kleiner Hund. Alle Personen sind im Stil des Rokoko gekleidet. Im Einzelnen sind (von links nach rechts und von vorn nach hinten) dargestellt: ein sitzendes Kindermädchen mit einem kleinen Mädchen auf dem rechten Knie, ein kleines Mädchen und ein kleiner Junge in der Mitte vor dem Holztisch stehend, eine junge Frau, stehend Kaffee einschenkend und schließlich vor dieser kniend ein kleiner Junge, der einen kleinen Hund umarmt. Zwei der Kinder, nämlich die beiden Mädchen, tragen Schuhe und jedes hat eine Kopfbedeckung. Die beiden Jungen jedoch sind barfuß und barhäuptig, sie symbolisieren so den dem aus der Schweiz stammenden Philosophen und Aufklärer Jean-Jacques Rousseau zugeschriebenen Ausspruch Zurück zur Natur!. Anhand der Kleidung der Kinder ist davon auszugehen, dass die Mädchen einem höheren Stand angehören als die Jungen. Das Kind auf dem Knie der Frau wurde in der im Museum Schloss Fürstenberg vorhandenen Ausformung von 1829 (irrtümlich) als Mädchen (mit Schnürkorsett) dargestellt. Ursprünglich war es jedoch die Darstellung eines Jungen. In der Entstehungszeit (um 1770) der Figurengruppe war es noch üblich, auch Jungen bis zum dritten Lebensjahr Röcke anzuziehen. Erst um 1780 folgte man in Deutschland der englischen Mode und zog Jungen Hosen an. Die Frau, die den Kaffee einschenkt, trägt im Gegensatz zu allen anderen Erwachsenen ebenfalls keine Schuhe. In deren Rücken und von ihnen „abgewandt“ sitzt ein junges (Liebes-)Paar. Die elegant gekleidete Dame hat ihren linken Arm um die Schulter des ebenfalls nach der neuesten Mode gekleideten Kavaliers gelegt, weicht jedoch, scheinbar scheu, leicht von dem sich ihr deutlich, wohl zum Kuss, zuneigenden Mann zurück, der mit seiner Rechten ihre Taille umfasst und mit der Linken ihre rechte Hand hält.
In der Mitte der Personengruppe steht ein Holztisch mit gekreuzten Beinen, auf dem drei Tassen mit Untertassen, eine kleine Milchkanne und ein Deckelbehältnis mit mehreren Zuckerwürfeln stehen. Das Geschirr ist weiß mit Goldrand und einem rötlichbraunen Blumendekor verziert. Die stehende Frau schenkt mit der rechten Hand Kaffee aus einer Kanne ein, während sie sich mit der linken an der Tischkante abstützt. Hinter ihr, auf dem Boden, steht eine kleine Holzkiste, in der vielleicht alle Utensilien für die Kaffeetafel verstaut wurden. Porzellan, Kaffee und Zucker deuten als Luxusgüter auf privilegierte Lebensverhältnisse hin.
Die im Museum Schloss Fürstenberg ausgestellte Gruppe ist eine Ausformung aus dem Jahre 1829. Sie ist 19,5 cm hoch, 22,5 cm breit und 19 cm tief und kommt dem Original von 1770 am nächsten.

### Rezeption
Die Gruppe gehört zu den populärsten Figurengruppen Fürstenbergs und ist das bedeutendste Werk aus Desoches’ Fürstenberger Zeit sowie eine der wichtigsten Arbeiten der Manufaktur im 18. Jahrhundert. Die Porzellangruppe wurde Anfang des 20. Jahrhunderts in die Modellreihe Alt-Fürstenberg aufgenommen, in der alte Figuren- und Vasenmodelle wieder aufgelegt wurden. Diese Neuauflagen wurden mit einer eigens für diese Modellreihe entwickelten Porzellanmarke versehen.
Auf Wunsch wird die Kaffeegesellschaft noch heute angefertigt und kann erworben werden.

### In Museen erhaltene Exemplare

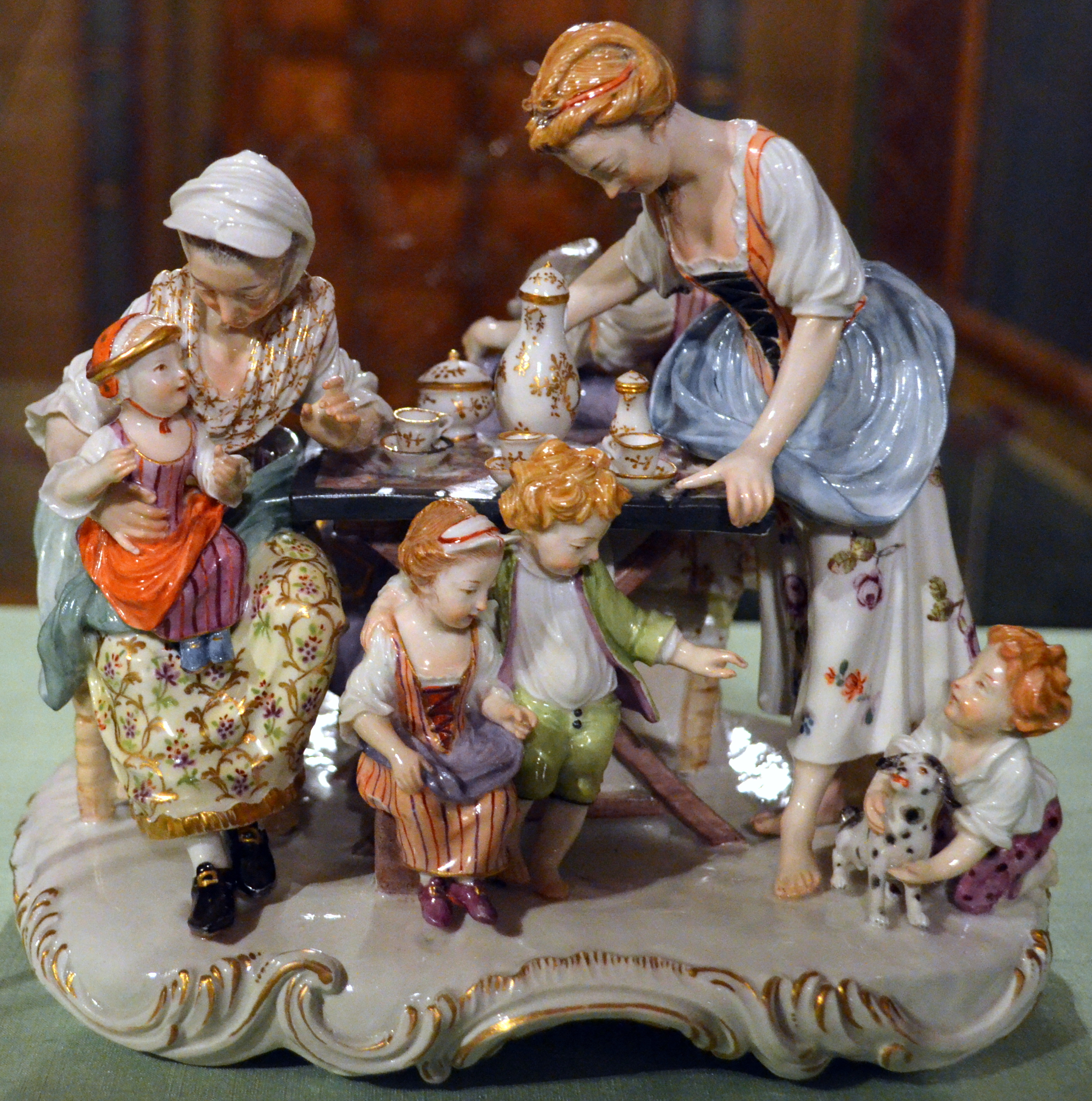
Exemplar des Herzog Anton Ulrich-Museums

Die älteste erhaltene Kaffeegesellschaft stammt aus dem Jahr 1770, dem ersten Verkaufsjahr der Porzellangruppe. Sie ist rein weiß glasiert. Wie viele Exemplare seit 1770 entstanden und in welchen Ausformungen, ist unbekannt. Weltweit sind Exemplare in Privatsammlungen und Museen erhalten. Die verschiedenen Ausformungen weichen in ihrer Qualität stark voneinander ab. Sie sind zum Teil farbig, zum Teil rein weiß. Die unterschiedlichen Entstehungszeiten lassen sich bei einigen an der Art des Geschirrs erkennen. Auch sind die Personen teilweise anders angeordnet. So lassen sich an den veränderten Darstellungen auch die Wandlungen sowohl in der Kaffeekultur als auch in den Moralvorstellungen der jeweiligen Entstehungszeit ablesen.
- Herzog Anton Ulrich-Museum in Braunschweig (farbig)
- LWL-Museum für Kunst und Kultur in Münster (in rein Weiß)
- Museum Schloss Fürstenberg (farbig, Ausformung von 1829[12])[Anm. 1][Anm. 2]
- Städtisches Museum Braunschweig (entstanden um 1830, in rein Weiß aus Biskuitporzellan[7])